# Bartolomé Lobo Guerrero
Bartolomé Lobo Guerrero (ur. 1546 r. w Rondzie; zm. 12 stycznia 1622 r. w Limie) – hiszpański duchowny katolicki, arcybiskup Santafé en Nueva Granada w latach 1596–1607, trzeci arcybiskup limski oraz prymas Peru od 1609 r.

## Życiorys

### Pochodzenie, wykształcenie i początki kariery
Urodził się w 1546 r. w Rondzie, w Maladze, jako syn Alonso Lobo Guerrero i Cataliny de Gongora. Uzyskał doktorat z teologii na Uniwersytecie w Salamance. Był następnie profesorem i rektorem kolegium Santa Maria de Jesus w Sewilli.
W 1580 r. został skierowany do Nowy Świat, gdzie został prokuratorem w inkwizycji w Meksyku, a w 1593 r. został tam inkwizytorem.

### Arcybiskup Bogoty
12 sierpnia 1596 r. został mianowany przez papieża Klemensa VIII arcybiskupem Bogoty. Ingres do tamtejszej katedry oraz rządy w archidiecezji objął jednak dopiero 28 marca 1599 r. W czasie swoich kilkuletnich rządów założył Kolegium św. Bartłomieja w Bogocie oraz zwołał synod diecezjalny w 1606 r.

### Arcybiskup Limy

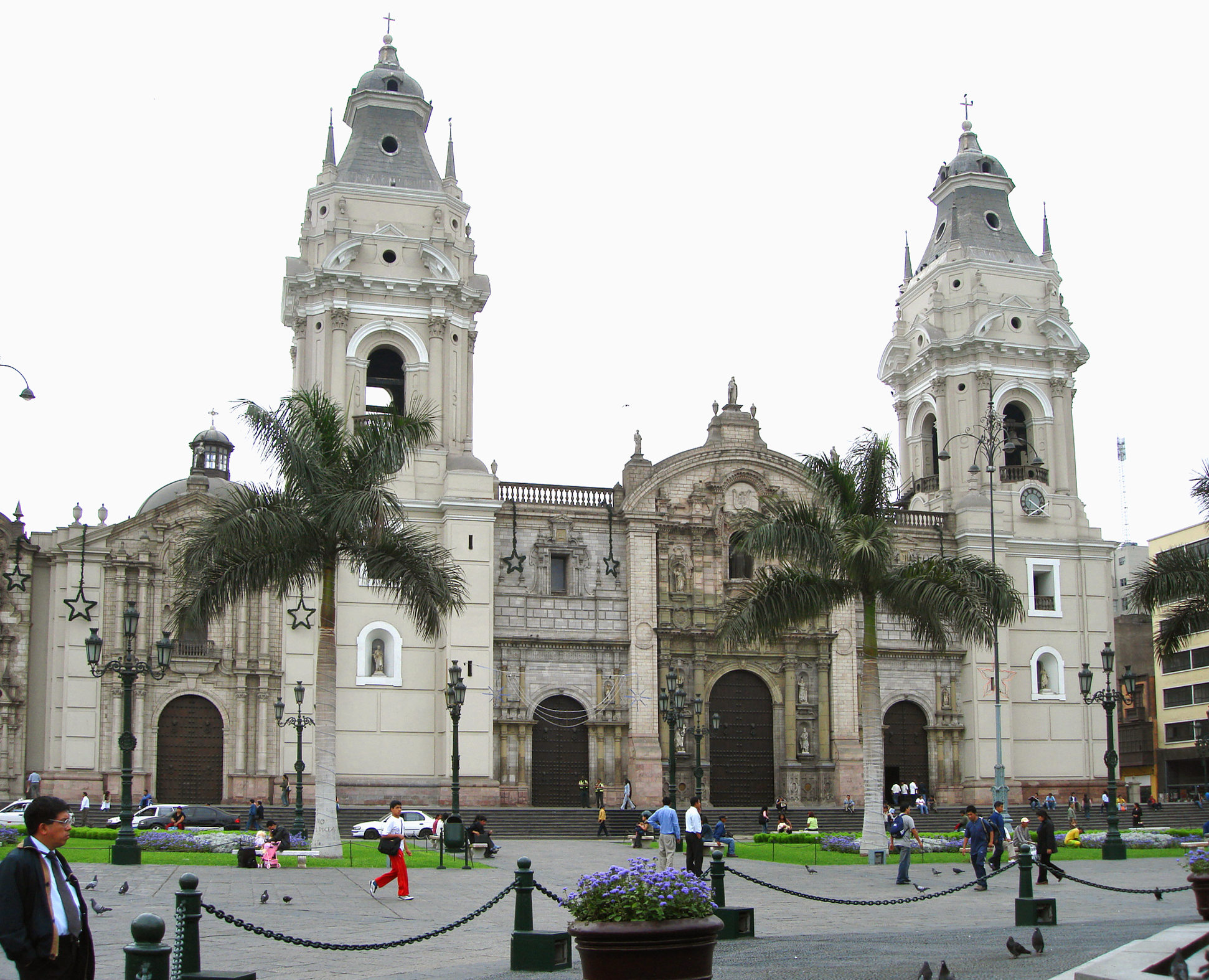
Prymasowska bazylika archikatedralna w Limie

Rok później, 19 listopada 1607 r. został prekonizowany przez papieża Pawła V arcybiskupem limskim i prymasem Peru, po śmierci abpa Turybiusza de Mogrovejo.
Na początku 1609 r., wyruszył drogą lądową do Limy, aby rozpocząć rządy w nowej archidiecezji. 3 maja tego roku otrzymał paliusz w Quito, z rąk bpa Salvadora de Rivery, a ingres do katedry w Limie miał miejsce 4 października, w tym samym czasie został przyjęty przez wicekróla Marquésa de Montesclaros.
W liście do króla Hiszpanii Filipa III Habsburga, z 15 marca 1610 r., zdał relacje ze swojej podróży po Ameryce Południowej, pisząc również o swoim przyjęciu w Limie: "Markiz de Montesclaros, wicekról tych królestw, przyjął mnie w sposób bardzo uroczysty i z właściwym szacunkiem dla mojej osoby ze względu na jej godność".
W 1613 r. zwołał do Limy synod metropolitarny, zakończony w lipcu tego roku, na którym podniesiono kwestię głoszenia ewangelii w języku ojczystym Indian oraz katechizacji czarnych niewolników z Afryki. Podjął się również wizytacji parafii na terenie arcybiskupstwa, którego celem było zatarcie prehiszpańskich praktyk religijnych oraz udzielenie miejscowej ludności sakramentu bierzmowania.
Zmarł w Limie w 1622 r., w wieku 76. lat i został pochowany w podziemiach limskiej katedry prymasowskiej.